# Đại giáo đường Hồi giáo al-Nuri (Mosul)
Nhà thờ Hồi giáo lớn al-Nuri (tiếng Ả Rập: جامع النوري Jāmi' an-Nūrī) là một nhà thờ Hồi giáo ở Mosul, Iraq. Nó nổi tiếng với minaret nghiêng, mà đã cho thành phố biệt danh "người gù lưng" (الحدباء al-Ḥadbā). Truyền thống cho rằng nhà thờ Hồi giáo này được xây dựng lần đầu tiên vào cuối thế kỷ 12, mặc dù nó đã được tân trang lại nhiều lần theo thời gian. Vượt qua các lực lượng xâm lược thù địch trong 850 năm qua, nó đã bị phá hủy bởi Nhà nước Hồi giáo Iraq và Levant (ISIL) vào ngày 21 tháng 6 năm 2017, trong trận Mosul.
Quân đội Iraq quy trách nhiệm cho ISIS về việc phá hủy Nhà thờ Hồi giáo Lớn bằng cách phá hoại để phá hủy nó hơn là để cho nó thoát khỏi vòng tay của họ. Nó đã giữ tầm quan trọng tượng trưng cho ISIS và lãnh tụ Abu Bakr al-Baghdadi, vì nó đã được sử dụng vào năm 2014 bởi nhóm chiến binh này để tuyên bố "triều đại Khalip" của họ. Cờ đen của ISIS đã bay trên ngọn minaret cao 45 mét kể từ tháng 6 năm 2014, sau khi các chiến binh của họ lan tràn khắp Iraq và Syria, chiếm được những vùng đất rộng lớn, và họ đã hứa sẽ không bao giờ để lá cờ của họ bị hạ xuống. Trái với các giải thích chính thức và các nhân chứng người Hồi giáo địa phương, ISIS cho rằng Hoa Kỳ đã phá hủy nó, tuy nhiên cáo buộc của ISIS đã không được chứng minh.
Thủ tướng Iraq Haider al-Abadi tuyên bố rằng việc phá hủy nhà thờ Hồi giáo của ISIS là "tuyên bố thất bại", và "việc đánh sập al-Hadba minaret và đền thờ al-Nuri chẳng khác gì là một thừa nhận chính thức sự thất bại [của ISIS].